# Азми, Танви
Танви Азми (англ. Tanvi Azmi) урожденная Соунхита Кхер (род. 9 ноября 1960 или XX век, Мумбаи) — индийская актриса

 кино и телевидения.

## Биография
Родилась 9 ноября 1960 года в семье маратхо-хинди актрисы Уши Киран и доктора Манохара Кхера в Бомбее (ныне Мумбаи), Индия. Родители были либеральных взглядов и прививали дочери любовь к образованию и свободные взгляды.

## Карьера
Танви начала свою карьеру в 1985 году, сыграв доктора в телесериале «Дорога жизни». В 1986 году она сыграла юную вдову в фильме Виджайи Мехты «Господин Рао» с Анупамом Кхер в главной роли. Также актриса известна своей ролью в фильме на языке малаялам Vidheyan (1993) режиссера Адура Гопалакришнана.
В 1995 году была номинирована на Filmfare Award за лучшую женскую роль второго плана за роль в фильме «Разные судьбы».
В 2014 году она подписала контракт с Санджай Лили Бхансали на съёмки в фильме «Баджирао и Мастани», где сыграла роль матери Баджирао. Ради съёмок в фильме ей пришлось наголо обрить голову. За эту роль ей присуждена Национальная кинопремия.

## Личная жизнь
Танви замужем за Баба Азми индийским кинематографистом, братом актрисы Шабаны Азми. Её муж выходец из кинодинастии Ахтар-Азми.

## Фильмография
| Год  |   | Русское название           | Оригинальное название        | Роль               |
| ---- | - | -------------------------- | ---------------------------- | ------------------ |
| 2020 | ф | Пощечина                   | Thappad                      | Сулакшана Сабарвал |
| 2019 | ф | 377 Ненормальный           | 377 AbNormal                 | Читра Палгаонкар   |
| 2017 | ф | Гость в Лондоне            | Atithii in London            | Сазия Гхан         |
| 2015 | ф | Баджирао и Мастани         | Bajirao Mastani              | Радхабай           |
| 2014 | ф | Потрясающий                | Lai Bhaari                   | Миссис Нимбалкар   |
| 2014 | ф | Детектив Бобби             | Bobby Jasoos                 | Каусар Кхаала      |
| 2014 | ф | Социальная идентичность    | Dekh Tamasha Dekh            | Фатима             |
| 2013 | ф | Эта сумасшедшая молодежь   | Yeh Jawaani Hai Deewani      | мачеха Банни       |
| 2013 | ф | Аурангзеб                  | Aurangzeb                    | Вира Сингх         |
| 2011 | ф | Чудак                      | Mod                          | Гаятри Гарг        |
| 2011 | ф | Бронирование               | Aarakshan                    | Кавита Ананд       |
| 2011 | ф | Жевательная резинка        | Bubble Gum                   | Судха М. Рават     |
| 2010 | ф | Незнакомец и незнакомка    | Anjaana Anjaan               | Доктор             |
| 2009 | ф | Дели-6                     | Delhi-6                      | Фатима Мехра       |
| 2002 | ф | 11 сентября                | 11’09’01 — September 11      | Талат Хамдани      |
| 2001 | ф | Отражение                  | Aks                          | Мадху Прадхан      |
| 2000 | ф | Принц влюбился в принцессу | Raja Ko Rani Se Pyar Ho Gaya | Мира Кумар         |
| 2000 | ф | Несколько слов о любви     | Dhaai Akshar Prem Ke         | Симран Гревал      |
| 2000 | ф | Роковой праздник           | Mela                         | маал — мама Нейны  |
| 1995 | ф | Разные судьбы              | Akele Hum Akele Tum          | Фарида             |
| 1994 | ф | English, August            | English, August              | Мальти Шривастава  |
| 1994 | ф | Рабство                    | Vidheyan                     | Сароджакка         |
| 1993 | ф | Жизнь под страхом          | Darr                         | Пунам Авасти       |
| 1992 | ф | Седьмое небо               | Saatwan Aasman               | Сана               |
| 1988 | ф | Господин Галиб             | Mirza Ghalib                 | Умрао Бегум        |
| 1985 | ф | Господин Рао               | Rao Saheb                    | Радхика            |
| 1985 | ф | Любимая сестренка          | Pyari Behna                  | Сита               |

## Награды
- 2016 — Национальная кинопремия за лучшую женскую роль второго плана — «Баджирао и Мастани»
- 2016 — Won: Guild Film Award for Best Actress in a Supporting Role — «Баджирао и Мастани»

Номинации
- 2016 — Guild Award за лучшее исполнение отрицательной роли — «Баджирао и Мастани»
- 2016 — Filmfare Award за лучшую женскую роль второго плана — «Баджирао и Мастани»[7]
- 1999 — Filmfare Award за лучшую женскую роль второго плана — «Маньяк»
- 1995 — Filmfare Award за лучшую женскую роль второго плана — «Разные судьбы»
- 1986 — Filmfare Award за лучшую женскую роль второго плана — «Любимая сестрёнка»